# Paul Milliet
Paul Milliet (14 de febrer de 1848 - 21 de novembre de 1924) fou un dramaturg i llibretista francès de la Belle Époque parisenca. Els seus llibrets d'òpera inclouen Hérodiade (1881) i Werther (1892) de Jules Massenet, Kérim (1887) d'Alfred Bruneau, La biondinetta (1903), Mademoiselle de Belle Isle (1905) i Rhea (1908) de Spyridon Samaras i Forfaiture (1921) de Camille Erlanger. Es va casar amb la soprano Ada Adini.